# Ctenotus greeri
Ctenotus greeri (гребневухий сцинк Гріра) — вид сцинкоподібних ящірок родини сцинкових (Scincidae). Ендемік Австралії. Вид названий на честь австралійського герпетолога Аллена Едді Гріра.

## Поширення і екологія
Гребневухі сцинки Гріра поширені у внутрішніх районах Австралії, на сході Західної Австралії, зокрема у Великій пустелі Вікторія, на південному заході Північної Території та на північному заході Південної Австралії. Вони живуть в заростях маллі і мульги, серед чагарників і спінніфексу.